# Buchnera remotiflora
Buchnera remotiflora là loài thực vật có hoa thuộc họ Cỏ chổi. Loài này được Schinz mô tả khoa học đầu tiên năm 1929.